# Халимов, Гулмурод Салимович
Гулмурод Сали́мович Хали́мов (тадж. Гулмурод Салимович Ҳалимов; 14 мая 1975, Варзобский район, Таджикская ССР, СССР — 8 сентября 2017, Дайр-эз-Заур, Сирия) — международный террорист, бывший таджикский военный деятель, полковник, бывший командир ОМОН МВД Таджикистана. В 2003—2014 годах в рамках американо-таджикского сотрудничества вместе с другими сотрудниками ОМОН проходил антитеррористические тренировочные курсы, организованные Государственным департаментом США, а также обучение в частной военной компании Blackwater. В 2015 году перешёл на сторону Исламского государства (ИГ).

## Биография
Родился в Варзобском районе в 1975 году. Во время гражданской войны в Таджикистане воевал на стороне НФТ, служил в президентской гвардии.
С 1997 года начал служить в ОМОН МВД Таджикистана рядовым бойцом, неоднократно отмечался государственными наградами, дослужился до звания полковника. Окончил Высшую академию МВД Таджикистана. В 2003 году проходил стажировку в России. Участвовал в операциях против вооружённых формирований оппозиции в Раштской долине в 2009 году и Хороге в 2012 году. Являлся профессиональным снайпером.
Будучи сотрудником ОМОН МВД Таджикистана, Халимов в 2003—2014 годах вместе с другими сотрудниками принимал участие в пяти антитеррористических тренировочных курсах на территории Таджикистана и США, организованных Государственным департаментом США в рамках Программы содействия борьбе с терроризмом и дипломатической безопасности. Эта информация сообщалась самим Халимовым на видеоролике, выпущенном ИГ, и была подтверждена Госдепом США. На этих курсах Халимов, по его собственным словам и по информации Госдепа, изучал предупреждение и предотвращение террористических атак. Много позже, на видеоролике, выпущенном ИГ, Халимов называл американцев «свиньями», обвинял их в уничтожении ислама и заявил, что он был в США три раза и видел, как американцы тренируют своих солдат, «чтобы они убивали мусульман». Госдеп США выразил обеспокоенность в связи с тем, что приобретённые Халимовым навыки могут быть применены против самих США. По мнению британского журналиста из Guardian, акцент на связях Халимова с США подливает масла в огонь распространённых в России конспирологических теорий, будто ИГ — детище США.
С 23 апреля 2015 года перестал появляться на работе. В мае 2015 года в социальных сетях появилось видео медиацентра «Фурат» с обращением Халимова на русском языке, который заявил, что перешёл на сторону ИГ. Он обвинил власти Таджикистана в очернении и притеснении мусульман. Также он призвал трудовых мигрантов в России не быть «рабами кафиров», а стать «рабами Аллаха», присоединяться к джихаду и переезжать в ИГ. Халимов пообещал вернуться в Таджикистан и установить там законы шариата. В июне 2015 года в интернете появилось фото раненого Халимова на кровати в гипсе и с повязкой на голове.
Генеральная прокуратура Таджикистана возбудила против него уголовное дело по трём статьям Уголовного кодекса: измена государству (статья 305), участие в преступном сообществе (часть 2 статьи 187) и незаконное участие в вооружённых конфликтах в других государствах (часть 2 статьи 401). В Таджикистане представители власти негативно оценили Халимова после его отъезда в ИГ. Его называли «предателем», «изменником, предавшим родину, детей и отца», психически нездоровым человеком. В заявлении прокуратуры говорилось, что Халимов изменил присяге офицера, «отрабатывает деньги заказчиков в видеоспектакле» и оправдывает преступления террористов, прикрывающихся исламом.
Сам Халимов отрицал, что он безумен. На просьбу своего родного брата Саидмурода Халимова (сотрудник Минюста в звании подполковника) вернуться и предстать перед законом Халимов ответил, что если его брат пойдёт против него и станет «неверным», то он отрежет брату голову.
В 2015 году на Халимова наложил санкции Госдепартамент США, в 2016 году — Совет Безопасности ООН. В августе 2016 года Госдеп США предложил награду в размере до 3 миллионов долларов за информацию о местонахождении Халимова.
В сентябре 2016 года иранское информационное агентство IRNA сообщило, что Халимов стал военным руководителем ИГ, министром войны, сменив ранее убитого Абу Умара аш-Шишани.
15 апреля 2017 года британская газета The Times со ссылкой на источник в военных кругах Ирака сообщила, что Халимов предположительно погиб в Мосуле в результате ракетного удара западной коалиции. В МВД Таджикистана заявили, что у них пока нет подтверждения этой информации.
8 сентября 2017 года Министерство обороны РФ заявило, что Халимов погиб при налёте российских ВКС в районе города Дайр-эз-Заур.

## Семья
Халимов был женат, имел восемь детей. СМИ сообщали, что его жена и некоторые дети также переехали на территории, контролируемые Исламским государством. Против его второй жены Хумайро Мировой (начальника пресс-центра Таможенной службы в звании капитана), которая уехала в Исламское государство, власти также возбудили уголовное дело.